# 1997 WJ7
1997 WJ7 är en asteroid i huvudbältet som upptäcktes den 19 november 1997 av de båda japanska astronomerna Takeshi Urata och Yoshisada Shimizu vid Nachi-Katsuura-observatoriet.
Asteroiden har en diameter på ungefär 5 kilometer.